# Список епископов Арраса
Епи́скоп Арра́са — глава Аррасской епархии Римско-католической церкви. Первый известный епископ — святой Ведаст. В VII—XI веках кафедра епархии находилась в городе Камбре. В связи с этим иерархов этого времени, окормлявших город Аррас, принято называть епископами Камбре. Окончательное разделение Аррасской и Камбрейской епархий произошло в 1094 году.

## Вне списков
- св. Ведаст (Vaast, † 540), день памяти 6 февраля.
- св. Виндициан, († 712).
- св. Хадульф, († 728), день памяти 19 мая.
- св. Иоанн († 879), день памяти 5 августа

## Средневековье
- Ламберт, 1095—1115
- Роберт I, 1115—1131
- Альвизий, 1131—1147
- Годескальк, 1150—1161
- Андре Парижский, 1161—1173
- Роберт II д’Эр, 1173—1174
- Фремольд, 1174—1183
- Пьер I, 1184—1203
- Рауль де Невилль, 1203—1221
- Понс, 1221—1231
- Ассон, 1231—1245
- Фюрси, 1245—1247
- Жак де Динан, 1248—1259
- Пьер де Нуайон, 1259—1280
- Гильом д’Изи, 1282—1293
- Жан Лемуан, ок. 1295
- Жерар Пигалотти, 1296—1316
- Бернар Бойяр, 1316—1320
- Пьер де Шапп, 1320—1326
- Жан дю Плесси-Пасте, 1326—1328
- Тьерри д’Ирсон (Thierry de Hérisson, 1328)
- Пьер Роже де Бофор-Тюренн (Pierre Roger de Beaufort, 1328—1329), ставший римским папой под именем Климент VI (1342—1352)
- Андре Гини де Мальпиги, 1331—1334
- Жан Мандвилен, 1334—1339
- Пьер Бертран, 1339—1344
- Эмери де Бофор, 1344—1361
- Жерар де Денвилль, 1362—1369
- Адемар Робер, 1369—1370
- Этьен I, 1370—1371
- Юг Феди, 1371—1372
- Пьер Мазюйе, 1372—1391
- Жан Канар, 1391/1392—1407
- Мартен Поре, 1408—1426
- Юг де Кайё, 1426—1438
- Фортигер де Плезанс, 1438—1452
- Жайме де Коимбра, 1453
- Дени де Монморанси, 1453
- Жан Жуффруа, 1453—1462
- Пьер де Раншикур, 1463—1499

## Новые времена
- Жан Гаве, 1499—1501
- Николя ле Рюистр, 1501—1509
- Франсуа де Мелён, 1509—1512
- Филипп Люксембургский, 1512—1515
- Пьетро Аккольти, 1515—1523
- Эсташ де Крой, 1524—1538
- Антуан Перрено де Гранвель (Antoine Perrenot de Granvelle, 1538—1559)
- Франсуа Ришардо (François Richardot, 1561—1574)
- Матьё Мулар, 1575—1600
- Жан дю Плуаш, 1600—1602
- Жан Ришардо, 1602—1610
- Германн Оттемберг, 1611—1626
- Поль Будо, 1626—1635
- Николя Дюффиф, 1635—1651
- Жан Пьер Камю, 1651—1652
- Этьен Моро, 1656—1670
- Ги де Сев де Рошешуар, 1670—1724
- Франсуа Багльон де Ла Салль, 1725—1752
- Жан де Бонгиз, 1752—1769
- Луи-Франсуа-Марк-Илер де Конзье, 1769—1790, последний эпохи Старого режима. Епархия реформирована в 1790 году.

## Епископырежима Конкордата
- Юг де Ла Тур д’Овернь-Лораге, 1802—1851
- Пьер-Луи Паризи, 1851—1866
- Жан-Батист Жозеф Лекетт, 1866—1882
- Гийом-Рене Меньян, 1882—1884, переведён в Тур (1884)
- Дезире-Жозеф Деннель, 1884—1891
- Альфред-Казимир-Алексис Вилье, 1892—1911

## XX век
- Эмиль-Луи-Корниль Лоббеде, 1911—1916
- Эжен Жюльен, 1917—1930
- Анри-Эдуар Дютуа, 1930—1945
- Виктор-Жан Перрен, 1945—1961
- Жерар-Морис Эжен Юиг, 1961—1984
- Анри-Франсуа-Мари-Пьер Деруэ, 1985—1998
- Жан-Поль Жеже, 1998—